# Stéphane Sednaoui
Stéphane Sednaoui (* 23. října 1960, Paříž, Francie) je francouzský fotograf a režisér.
Od roku 1990 natočil velké množství hudebních videí skupin jako Red Hot Chili Peppers, U2, Kylie Minogue a Alanis Morissette.

## Filmografie

### Krátké filmy
- "Acqua Natasa" (ředitel, producent) (2002)
- "Walk On the Wild Side" (ředitel, producent) (2005) Desetiminutový klip založený na písni Lou Reed "Walk on the Wild Side".
- "Army of Me" (ředitel, producent) (2005) Animace založená na písni Björk "Army of Me".

### Videoklipy
- 1990 – "Le monde de demain": Suprême NTM
- 1991 – "Kozmik" : Ziggy Marley
- 1991 – "Give It Away": Red Hot Chili Peppers
- 1991 – "Mysterious Ways" : U2
- 1992 – "Breaking the Girl": Red Hot Chili Peppers
- 1992 – "Sometimes Salvation": The Black Crowes
- 1993 – "Way of the Wind" (version 1) by P.M. Dawn
- 1993 – "Fever": Madonna
- 1993 – "Today": The Smashing Pumpkins
- 1993 – "Big Time Sensuality": Björk
- 1994 – "Nouveau Western": MC Solaar
- 1994 – "7 seconds" (version 1): Youssou N'Dour & Neneh Cherry
- 1994 – "Sly": Massive Attack
- 1995 – "Fragile": Isaac Hayes
- 1995 – "Queer": Garbage
- 1995 – "Fallen Angel": Traci Lords
- 1995 – "Hell Is Round the Corner": Tricky
- 1995 – "Pumpkin": Tricky
- 1996 – "Here Come the Aliens": Tricky
- 1996 – "Ironic": Alanis Morissette
- 1996 – "Whatever You Want": Tina Turner
- 1996 – "GBI: German Bold Italic": Towa Tei & Kylie Minogue
- 1996 – "Possibly Maybe": Björk
- 1996 – "Milk": Garbage
- 1997 – "Sleep to Dream": Fiona Apple
- 1997 – "Discothèque" (version 1): U2
- 1997 – "Gangster Moderne": MC Solaar
- 1997 – "Never Is a Promise": Fiona Apple
- 1998 – "Thank U": Alanis Morissette
- 1998 – "Lotus": R.E.M.
- 1999 – "I'm Known": Keziah Jones
- 1999 – "Falling in Love Again": Eagle-Eye Cherry
- 1999 – "You Look So Fine": Garbage
- 1999 – "Sweet Child o' Mine": Sheryl Crow
- 1999 – "Scar Tissue": Red Hot Chili Peppers
- 1999 – "For Real": Tricky, featuring DJ Muggs & more
- 1999 – "Nothing Much Happens": Ben Lee
- 1999 – "Summer Son": Texas
- 1999 – "Around the World": Red Hot Chili Peppers
- 1999 – "The Chemicals Between Us": Bush
- 2000 – "Mixed Bizness": Beck
- 2000 – "Tailler la zone": Alain Souchon
- 2000 – "Let's Ride": Q-Tip
- 2000 – "Disco Science": Mirwais
- 2000 – "I Can't Wait": Mirwais
- 2001 – "Dream On": Depeche Mode
- 2001 – "Little L": Jamiroquai
- 2003 – "Anti-matter": Tricky
- 2005 – "Kung Faux": Mic Neumann
- 2009 – "Get It Right": YAS